# Вальдеольмос-Алальпардо
Вальдеольмос-Алальпардо (ісп. Valdeolmos-Alalpardo) — муніципалітет в Іспанії, у складі автономної спільноти Мадрид. Населення — 3176 осіб (2010).
Муніципалітет розташований на відстані близько 30 км на північ від Мадрида.
На території муніципалітету розташовані такі населені пункти: (дані про населення за 2010 рік)
- Алальпардо: 1836 осіб
- Вальдеольмос: 412 осіб
- Міраваль: 928 осіб

## Демографія
Динаміка населення (INE ):